# Ars simia naturae
Ars simia naturae — крилатий латинський вираз, в перекладі: «мистецтво — мавпа природи».

## У живописі

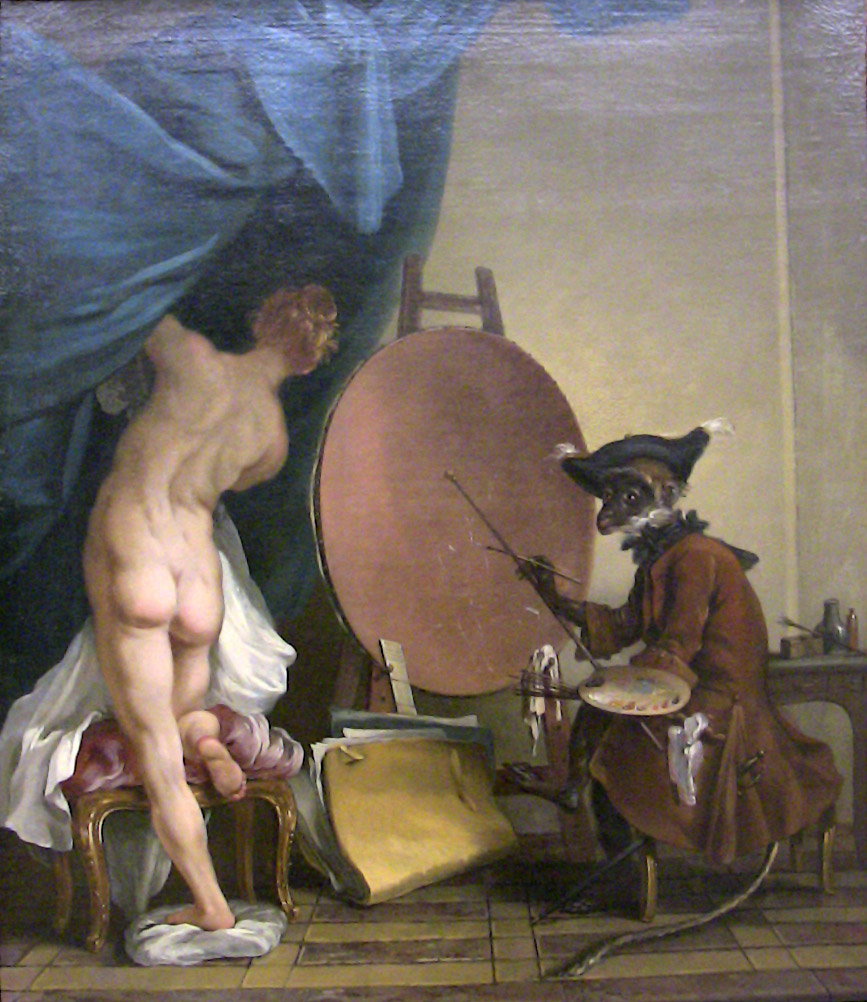
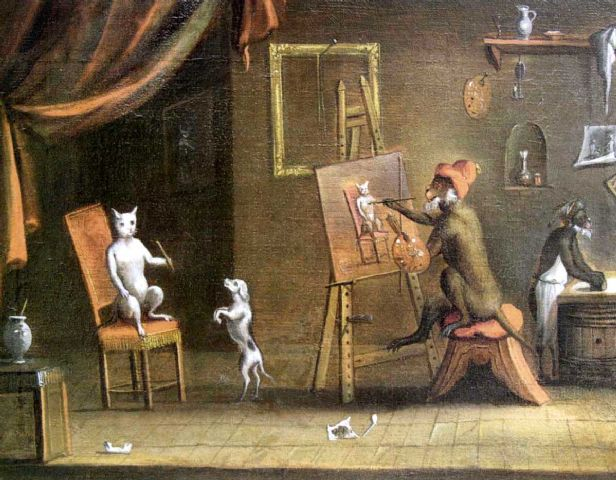
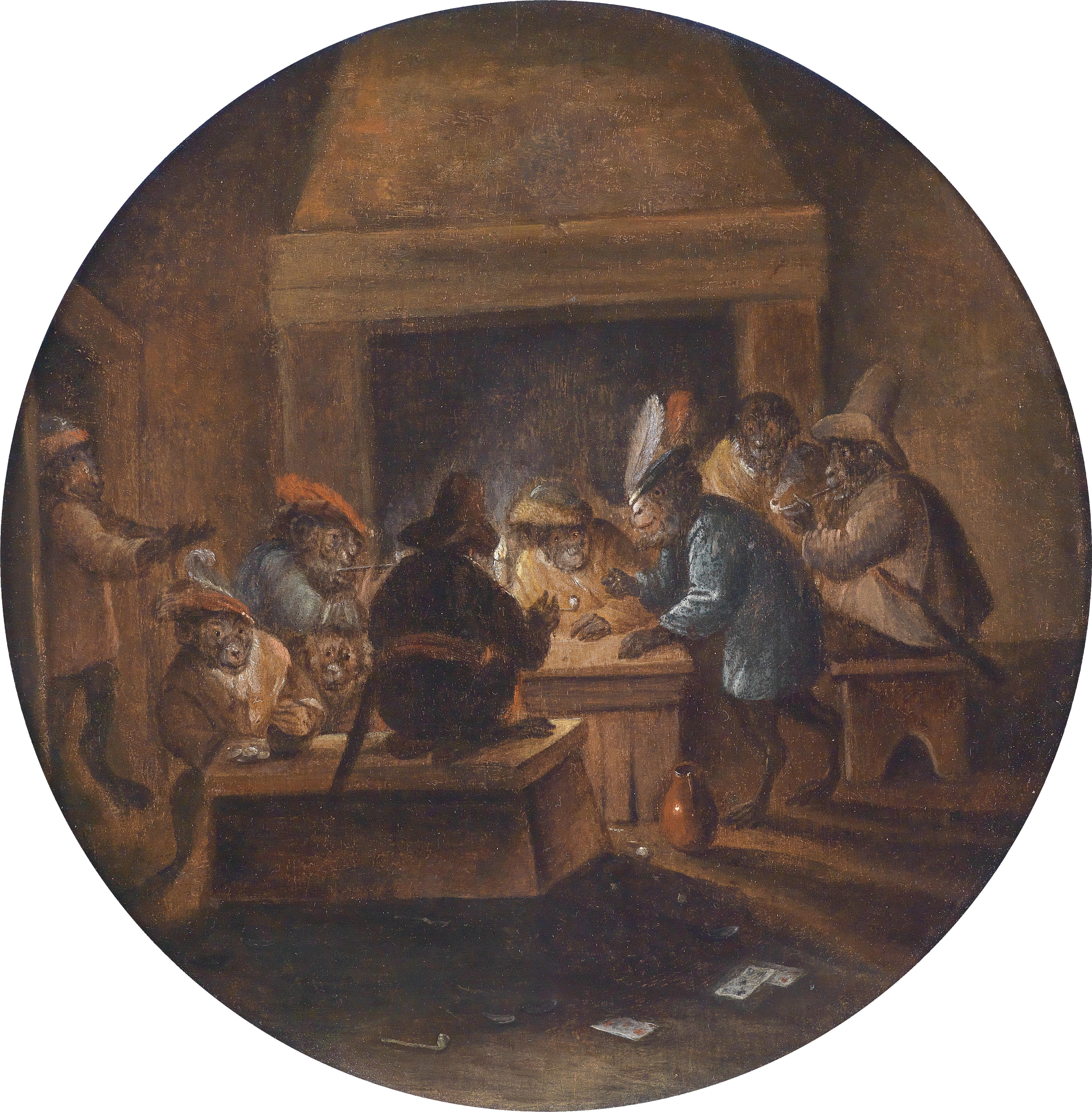

Мистецтво художника вважалося імітацією реального життя, його символом стала мавпа — тварина, відома своєю здатністю наслідувати і передражнювати. Латинський вираз, який пов'язували з цією алегорією, особливо сподобався фламандським художникам XVII століття. У їхніх картинах художник зображувався у вигляді мавпи, що займається створенням портрета (зазвичай жіночого), живописного або скульптурного.
Дана пародія на людину пізніше розширилася, і мавпу стали зображати за іншими видами людської діяльності (гра в карти, їжа, танці і т. ін.), і підміняти іншими тваринами — кішками, совами. Мораль таких картин — висміювання людської претензійності, дурості і суєтності.

## У скульптурі
- Раби Мікеланджело: в «Повсталому рабі» знаходили уособлення архітектури, а у «Вмираючому» — живопису, так як біля ніг фігури є незавершене зображення мавпи з даного афоризму[2].

## У літературі
"Юний Пушкін, створюючи «Бову», перебирає імена творців, гідних наслідування — Гомер, Вергілій, Клопшток, Мільтон, Камоенс. і лише дійшовши до Вольтера, знаходить в ньому той зразок дотепності, з якого і змавпувати не гріх:

Но вчера, в архивах рояся,

Отыскал я книжку славную,

Золотую, незабвенную,

Катехизис остроумия,

Словом: Жанну Орлеанскую.

Прочитал, — и в восхищении

Про Бову пою царевича.

О Вольтер! О муж единственный!

Ты, которого во Франции

Почитали богом некиим,

В Риме дьяволом, антихристом,

Обезьяною в Саксонии! (I, 61)

Пушкін найменше дурить простодушного читача у виборі неналежного об'єкта для поетичного наслідування. Високому авторитету того ж Вергілія із зухвалою прямотою протиставлений Вольтер-мавпа. Фернейский відлюдник — не диявол і не Бог, а мавпа, то є щось вкрай несерйозне. Але саме це Пушкін готовий прийняти з усією серйозністю. Так у чому ж справа? Мавпяче, зауважимо, — це людське, занадто людське, на противагу божественному і диявольському. У мавпячому образі Вольтера, за Пушкіном, — суть поезії і ідеальна міра наслідування. Як говорили древні, ars simia naturae «(мистецтво — мавпа природи)».